# (3219) Komaki
(3219) Komaki est un astéroïde de la ceinture principale découvert le 4 février 1934 par l'astronome allemand Karl Wilhelm Reinmuth. Le lieu de découverte est Heidelberg (024). Sa désignation provisoire était 1934 CX.